# 石川家成
石川 家成（いしかわ いえなり）は、戦国時代から江戸時代初期にかけての武将。徳川氏の家臣。美濃大垣藩の第2代藩主で、徳川家康の母方の従兄、石川数正の叔父に当たる（ただし、年齢は数正の方が1歳上である）。伊勢亀山藩石川家2代。

## 生涯
天文3年（1534年）、石川清兼の三男（次男説もある）として三河国西野（現在の愛知県西尾市）で誕生。母は家康の生母於大の方の姉。家康が今川義元の人質であった頃から仕えた譜代の家臣である。永禄元年（1558年）、寺部攻めで先鋒を務めた。
永禄3年（1560年）の丸根砦攻略戦、同4年（1561年）の鳥羽根城攻略戦、同6年（1563年）の三河一向一揆鎮圧戦、元亀元年（1570年）の姉川の戦いのいずれにも参戦し、西三河の旗頭（東三河は酒井忠次）として家康初期の覇業に貢献した。三河一向一揆の際は熱心な一向宗信者であったにもかかわらず、父の清兼と共に他宗に改宗して家康に忠誠を尽くした。
永禄12年（1569年）、今川氏真が没落したため、遠江国掛川城主に任命されている。同年、甥の数正に西三河の旗頭の地位を譲っている。
天正8年（1580年）、長男の康通に家督を譲って隠居した。天正18年（1590年）、後北条氏滅亡後に家康が関東に移封されると、伊豆梅縄に5000石の隠居料を与えられた。
慶長12年（1607年）、大垣藩初代藩主であった康通が死去したため、家督に復帰して第2代藩主となる。ただし1度隠居した身で、また高齢のためか幕政には関与していない。慶長14年（1609年）10月19日（29日とも）に死去した。享年76。康通の嫡子の忠義はまだ幼かったため外孫で養子の忠総が跡を継いだ。
遺体は大樹寺塔頭の善揚院で荼毘に付され、大樹寺の勢力衰退などにより善揚院が大樹寺から独立して移転したのちも、同院のあった西光寺のある丘の西麓に墓石が残り、1918年（大正7年）には同地に亀山同盟報徳会により石川家成公荼毘之碑が建立された。
家康無二の忠臣と言われ、その信任は厚かった。その経緯から家成の死後、本来なら無嗣断絶するところを石川家は存続を許された。

## 系譜
父母
- 石川清兼（父）
- 妙春尼 − 水野忠政の娘（母）

正室
- 松平清善の娘

子女
- 石川康通（三男）
- 石川成次
- 大久保忠隣正室
- 本多康重正室

養子
- 石川忠総 ー 大久保忠隣の次男
- 石川成堯 ー 大久保忠隣の五男